# Trigonodes hyppasia
Trigonodes hyppasia là một loài bướm đêm trong họ Noctuidae.

## Hình ảnh

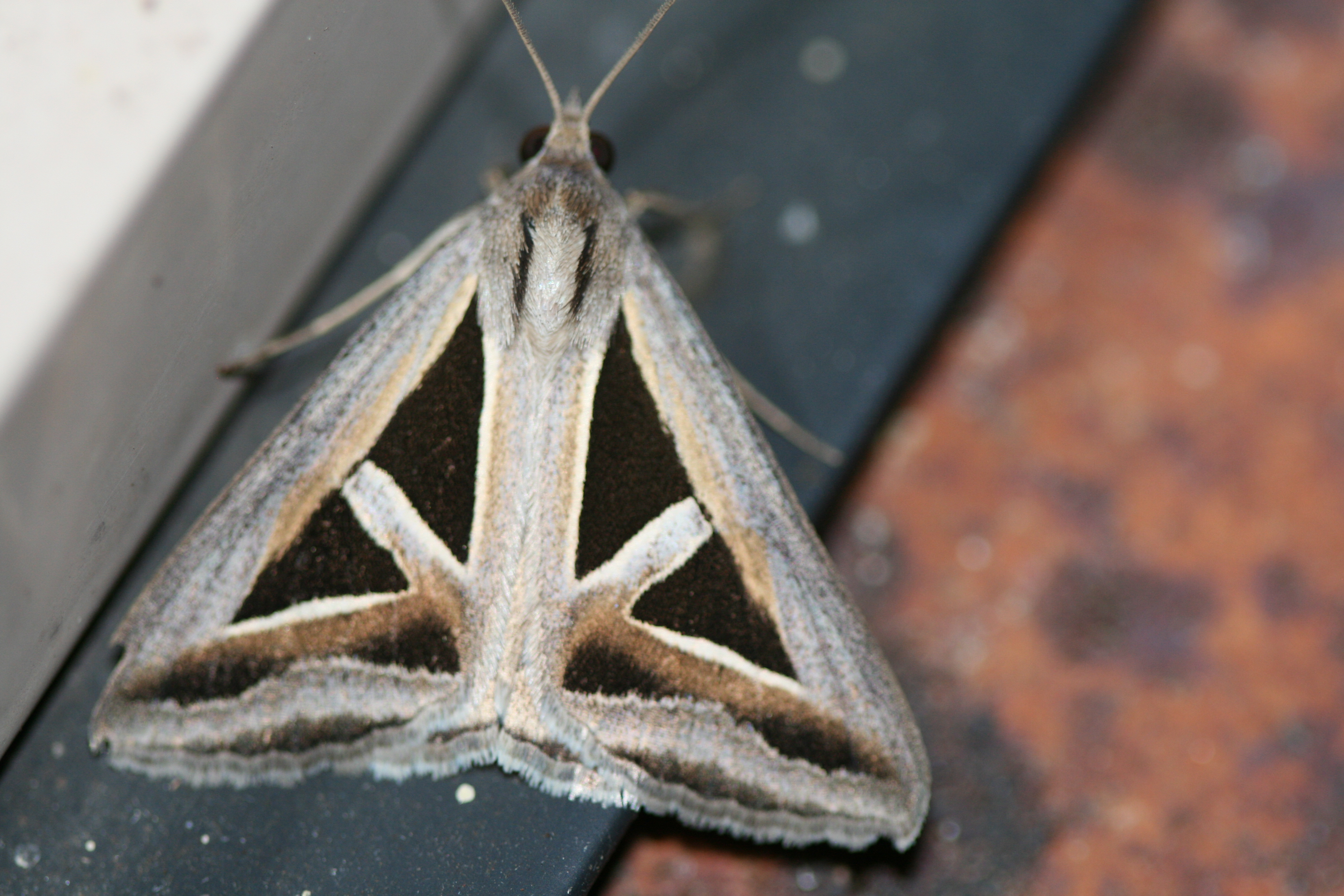
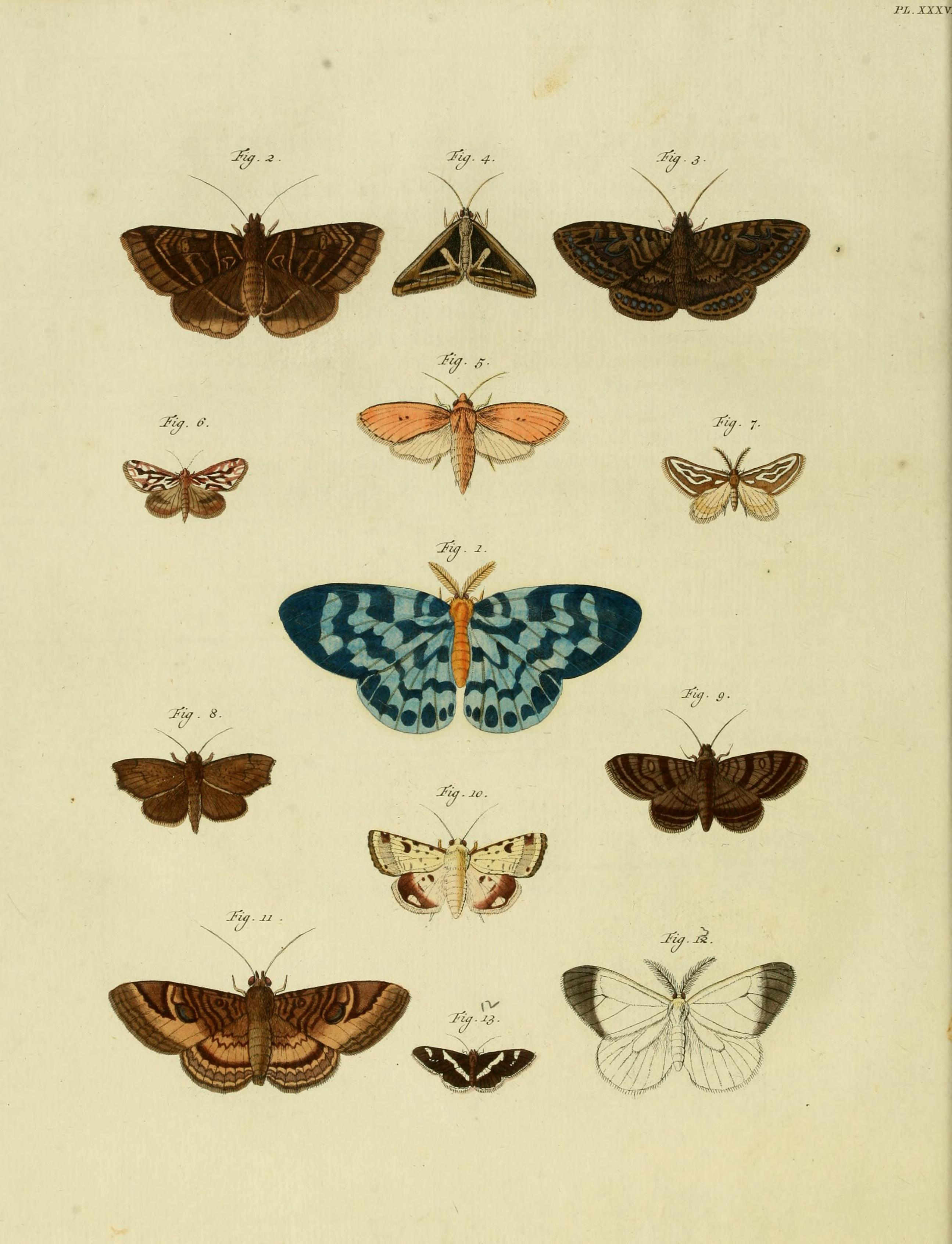
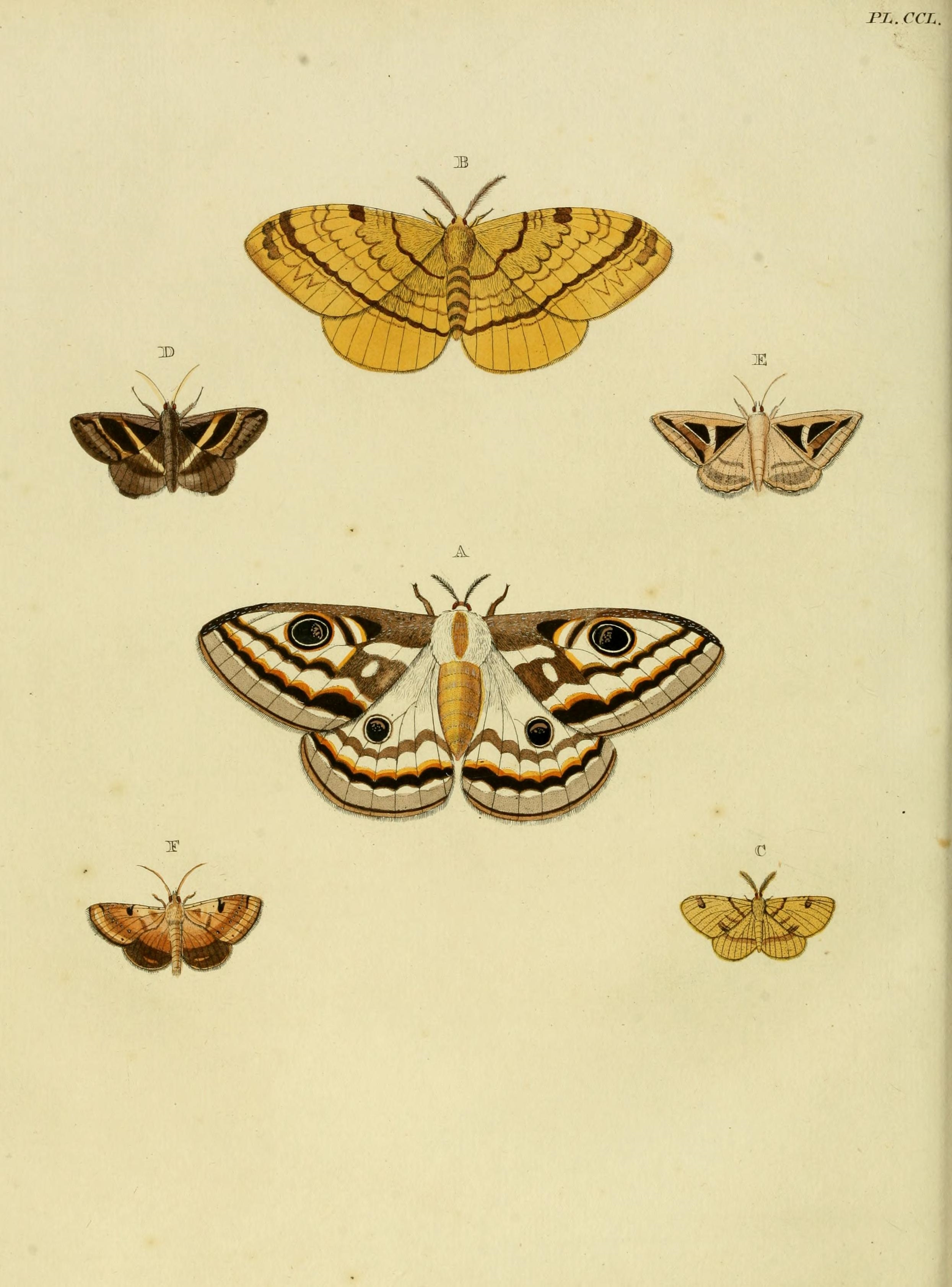
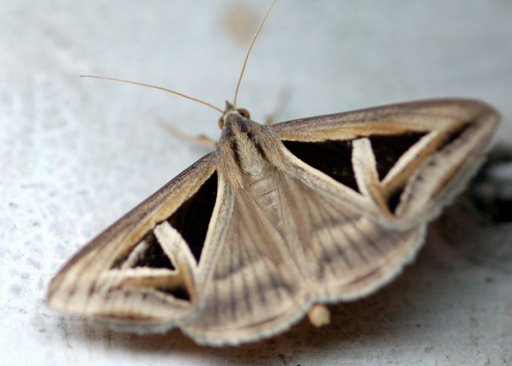